# Antonio Savoldi-Marco Cò - Trofeo Dimmidisì 2001
L'Antonio Savoldi-Marco Cò - Trofeo Dimmidisì 2001 è stato un torneo di tennis facente parte della categoria ATP Challenger Series nell'ambito dell'ATP Challenger Series 2001. Il torneo si è giocato a Manerbio in Italia dal 20 al 26 agosto 2001 su campi in terra rossa.

## Vincitori

### Singolare
Attila Sávolt ha battuto in finale  Irakli Labadze con il punteggio di 7–5, 6–2

### Doppio
Attila Sávolt /  Thomas Strengberger hanno battuto in finale  Alessandro Da Col /  Andrea Stoppini con il punteggio di 7–5, 7–5